# Jon Casey
Jonathan James „Jon“ Casey (* 29. August 1962 in Grand Rapids, Michigan) ist ein ehemaliger US-amerikanischer Eishockeytorwart, der in seiner aktiven Zeit von 1980 bis 1998 unter anderem für die Minnesota North Stars, Boston Bruins und St. Louis Blues in der National Hockey League gespielt hat.     

## Karriere
Jon Casey begann seine Karriere als Eishockeyspieler an der University of North Dakota, die er von 1980 bis 1984 besuchte, während er parallel für deren Eishockeymannschaft in der Western Collegiate Hockey Association spielte. Dort erhielt der Torwart mehrere individuelle Auszeichnungen, woraufhin er am 1. April 1984 einen Vertrag als Free Agent bei den Minnesota North Stars unterschrieb. Bei diesen gab er gegen Ende der Saison 1983/84 sein Debüt in der National Hockey League, als er zwei Mal für die North Stars zwischen den Pfosten stand. In den folgenden neun Jahren entwickelte er sich zum Stammtorwart Minnesotas, wobei er parallel auch für dessen Farmteams Baltimore Skipjacks und Springfield Indians in der American Hockey League sowie Kalamazoo Wings in der International Hockey League auf dem Eis stand. Dort konnte er besonders in der Saison 1984/85 auf sich aufmerksam machen, als er als Spieler der Skipjacks den Harry „Hap“ Holmes Memorial Award als Torwart mit dem niedrigsten Gegentorschnitt sowie den Aldege „Baz“ Bastien Memorial Award als bester Torwart der AHL erhielt. Aufgrund seiner guten Leistungen bei den North Stars wurde er mit der Nominierung für das NHL All-Star Game 1993 belohnt. 
Nachdem die Minnesota North Stars umgesiedelt wurden, transferierte ihn deren Nachfolgeteam Dallas Stars zur Saison 1993/94 innerhalb der NHL zu den Boston Bruins. Bei diesen konnte er auf Anhieb als Stammtorwart überzeugen. Die folgenden drei Jahre verbrachte er bei den St. Louis Blues, spielte jedoch überwiegend für deren Farmteams Peoria Rivermen aus der IHL sowie Worcester IceCats aus der AHL. Zuletzt trat er in der Saison 1997/98 für das IHL-Team Kansas City Blades an, ehe er seine Karriere im Alter von 36 Jahren beendete. 

### International
Für die USA nahm Casey an der U20-Junioren-Weltmeisterschaft 1982 sowie der A-Weltmeisterschaft 1990 teil.

## Erfolge und Auszeichnungen
| - 1982 WCHA First All-Star Team - 1983 WCHA Second All-Star Team - 1984 WCHA First All-Star Team - 1984 NCAA West First All-American Team | - 1985 AHL First All-Star Team - 1985 Harry „Hap“ Holmes Memorial Award - 1985 Aldege „Baz“ Bastien Memorial Award - 1993 Teilnahme am NHL All-Star Game |